# Condado de Edgefield
El condado de Edgefield (en inglés: Edgefield County, South Carolina), fundado en 1785, es uno de los 46 condados del estado estadounidense de Carolina del Sur. En el año 2000 tenía una población de 24 595 habitantes con una densidad poblacional de 19 personas por km². La sede del condado es Edgefield.

## Geografía
Según la Oficina del Censo, el condado tiene un área total de 1313 km² (506,9 mi²), de la cual 1300 km² (501,9 mi²) es tierra y 13 km² (5 mi²) es agua.

### Condados adyacentes
- Condado de Saluda noreste
- Condado de Aiken este
- Condado de Richmond suroeste
- Condado de Columbia sudoeste
- Condado de McCormick oeste
- Condado de Greenwood noroeste

### Área Nacional Protegida
- Bosque Nacional Sumter (parte)

## Demografía
En el 2000 la renta per cápita promedia del condado era de $35 146, y el ingreso promedio para una familia era de $41 810. El ingreso per cápita para el condado era de $15 415. En 2000 los hombres tenían un ingreso per cápita de $32 748 contra $23 331 para las mujeres. Alrededor del 15.50% de la población estaba bajo el umbral de pobreza nacional.

## Lugares

### Ciudades y pueblos
- Edgefield
- Johnston
- Murphys Estates
- Trenton